# Transkontinentalt land
Et transkontinentalt land er et land som tilhører mere end et kontinent. Definitionerne som bliver brugt kan variere afhængig af hvilke kriterier som bliver brugt (enten geografisk eller politisk, økonomisk eller kulturelt). Et eksempel er Rusland, som har sin historiske kerne, så vel som hovedbestanddelen af befolkningen (74%), økonomisk aktivitet og politiske institutioner (f.eks. hovedstaden) i Europa, selv om det geografisk har størsteparten af landet (77%) i Asien. De fleste definitioner placerer Rusland i Eurasien.